# Rocío Martín
Maria Rocío Martín Madrigal (Siviglia, 1953) è una modella spagnola, eletta Miss Spagna nel 1972.

## Biografia
Dopo l'elezione di Miss Spagna, Rocío Martín Madrigal partecipò a Miss Universo 1973, tenutosi ad Atene in Grecia, dove si classificò al terzo posto, oltre a ricevere il premio come miglior costume nazionale.
Dopo le esperienze nei concorsi di bellezza, Rocío Martín Madrigal intraprese la carriera di modella professionista, per poi aprire ella stessa una agenzia di moda.